# Tatsuki Noda
Tatsuki Noda (野田 樹 Noda Tatsuki?), född 2 april 1998 i Tokyo prefektur, är en japansk fotbollsspelare.
Noda började sin karriär 2017 i Vissel Kobe. Efter Vissel Kobe spelade han för FC Imabari och Kataller Toyama.